# Hr.Ms. Evertsen (1926)
Hr.Ms. Evertsen – holenderski niszczyciel z okresu międzywojennego i II wojny światowej, należący do typu Admiralen. Nosił znak burtowy EV. Służył podczas II wojny światowej na wodach azjatyckich, został zatopiony 1 marca 1942 przez japońskie okręty.

## Budowa i opis
„Evertsen” należał do standardowego typu holenderskich niszczycieli z okresu międzywojennego, określanego jako typ Admiralen (admirałowie), budowanego według projektu brytyjskiego. Był jedną z czterech jednostek pierwszej serii typu Admiralen, określanej też jako typ Van Ghent (w niektórych publikacjach: typ Evertsen). Położenie stępki miało miejsce 5 sierpnia 1925 roku, a wodowanie 29 grudnia 1926 roku, w stoczni Burgerhout's Scheepswerf en Machinefabriek w Rotterdamie. Okręt wszedł do służby 12 kwietnia 1928 roku (według innych źródeł 31 maja). Nazwę „Evertsen” otrzymał na cześć kilku holenderskich admirałów (m.in. Johan Evertsen i Cornelis Evertsen starszy oraz młodszy). Przez cały okres służby nosił na burcie duży znak burtowy EV.
Niszczyciele typu Admiralen były typowymi niszczycielami średniej wielkości okresu międzywojennego. Ich kadłub miał podniesiony pokład dziobowy na ok. 1/3 długości, sylwetka była dwukominowa. Ich uzbrojenie główne składało się z czterech pojedynczych dział kalibru 120 mm Bofors L/50 No.4, umieszczonych po dwa na dziobie i rufie w superpozycji. Uzbrojenie przeciwlotnicze składało się z dwóch dział 75 mm na burtach na śródokręciu, jednakże słabe było uzbrojenie małokalibrowe – cztery wkm-y 12,7 mm Browning. Uzbrojenie torpedowe było przeciętne, w postaci dwóch potrójnych aparatów torpedowych kalibru 533 mm. Uzbrojenie przeciw okrętom podwodnym stanowiły cztery miotacze bomb głębinowych, z zapasem trzech bomb na każdy. W razie potrzeby okręty mogły przenosić 24 miny morskie. Unikalną cechą wśród okrętów tej klasy była możliwość przenoszenia wodnosamolotu zwiadowczego Fokker C.VIIW, stawianego na wodę za pomocą dźwigu, jednakże przenoszenie go nie było praktyczne i do początku wojny wodnosamoloty zdjęto.

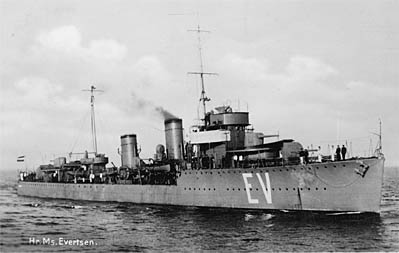
„Evertsen” (działa w pokrowcach)

Napęd niszczycieli stanowiły dwie turbiny parowe systemu Parsonsa o mocy 31 000 KM, umieszczone we wspólnej maszynowni, napędzające dwie śruby. Zasilane były w parę przez trzy kotły parowe Yarrow, umieszczone w dwóch kotłowniach. Prędkość maksymalna wynosiła 34 węzły (podczas prób, przy przeciążaniu siłowni, niszczyciel „Piet Hein” osiągnął 36,1 w).

## Służba
Po wejściu do służby, „Evertsen” służył początkowo na wodach Holandii. W drugiej połowie 1928 roku odbył wraz z niszczycielem „De Ruyter” kilkumiesięczny rejs do Holenderskich Indii Wschodnich, po czym powrócił na wody metropolii. 29 sierpnia 1934 „Evertsen” wraz z niszczycielem „Piet Hein” wyszedł z Holandii i przebazował do Holenderskich Indii Wschodnich. Płynąc przez Kanał Sueski i składając wizyty w portach po drodze (Palermo, Port Said, Aden, Kolombo), okręty dotarły na miejsce 7 stycznia 1935 r. „Evertsen” do wybuchu II wojny światowej bazował w Sabangu, operując na wodach Holenderskich Indii Wschodnich.
Po niemieckim ataku na Holandię w maju 1940, skutkującym przystąpieniem jej do wojny, „Evertsen” brał udział w eskortowaniu alianckich transportów na Oceanie Indyjskim. Po przystąpieniu Japonii do wojny i ataku na wyspy Indonezji, działał głównie na Morzu Jawajskim. „Evertsen” wchodził w skład alianckich sił ABDA, biorących udział w bitwie na Morzu Jawajskim w nocy z 27 na 28 lutego 1942. Przed starciem utracił jednak kontakt z siłami głównymi i powrócił 28 lutego do bazy.
Ocalałe okręty alianckie podjęły 28 lutego 1942 r. próby przedarcia się z Morza Jawajskiego. „Evertsen” miał towarzyszyć krążownikom USS „Houston” i HMAS „Perth”, wypływającym z Tandjong Priok, lecz na skutek opóźnienia w wypłynięciu nie zdołał do nich dołączyć i podążał za krążownikami, które zostały następnie zatopione w starciu w Cieśninie Sundajskiej. „Evertsen” zdołał wprawdzie przejść przez cieśninę, lecz przed wyjściem na otwarte wody Oceanu Indyjskiego został przechwycony przez japońskie niszczyciele „Murakumo” i „Shirakumo”. Uszkodzony pociskami i ogarnięty pożarem okręt wyrzucił się przed świtem  1 marca 1942 na rafę koło wysepki Sebuku na południowym wybrzeżu Sumatry. Zginęło 9 osób z załogi, reszta trafiła do niewoli japońskiej.